# Лакустениј де Сус (Валча)
Лакустениј де Сус (рум. Lăcustenii de Sus) насеље је у Румунији у округу Валча у општини Лакустени. Oпштина се налази на надморској висини од 221 m.

## Становништво
Према подацима из 2002. године у насељу је живело 329 становника, од којих су сви румунске националности.